# Ретинобластом
Ретинобластомът е злокачествен тумор на ретината, който се развива в ранна детска възраст, обикновено под 5 годинишна възраст. Може да бъде едностранен и двустранен. Най-честият първи признак на ретинобластом е видима белота в зеницата, наречена "рефлекс на котешко око" или левкокория. Тази необичайна белота е особено забележима при слаба светлина или при снимки, направени със светкавица. Други признаци и симптоми на ретинобластом включват кръстосани очи или очи, които не сочат в същата посока (страбизъм), което може да причини кривогледство; промяна в цвета на оцветената част на окото (ириса); зачервяване, болезненост или подуване на клепачите; и слепота или лошо зрение в засегнатото око или очи.
Ретинобластомът често е лечим, когато се диагностицира рано. Въпреки това, ако не се лекува своевременно, този рак може да се разпространи извън окото в други части на тялото. Тази напреднала форма на ретинобластом може да бъде животозастрашаваща.

## Лечение
Възможностите за лечение включват енуклеация; криотерапия; лазерна, системна или локална очна химиотерапия, включително интраартериална химиотерапия, комбинирана с или последвана от лазер или криотерапия; лъчева терапия с помощта на еписклерални плаки; и в краен случай външна лъчева терапия.